# Лончарєв Дол
Лончарєв Дол (словен. Lončarjev Dol) — поселення в общині Севниця, Споднєпосавський регіон, Словенія. Висота над рівнем моря: 194 м.